# Бравар
Бравар је врста занатлија који се бави обрађивањем метала.
Раније је овај занатлија носио име "шлосер" настало од немачке речи "schlosser", а код нас овај занат је постао познат у 19. веку.
Металне делове савија, вари, обликује, боји, и прави браве, ограде, врата, прозоре, капије, кључеве.

## Карактеристике
У свом раду користи многобројне алате као што су апарат за заваривање, бушилице, турпије, метар, брусилицу .
Браварски посао карактерише дизање тежег терета, рад у прашини, стално стајање. Током рада, битно је ношење опреме, одговарајућег одела, рукавица, заштитних наочара, како не би дошло до повреда.

## Вештине
Бравар мора да поседује спретност, вештину, знање, добар вид. И данас постоје школе које подучавају ученике за браварски занат након којих бравари раде у браварским радионицама, државним или сопственим.